# Sasi siedmiogrodzcy

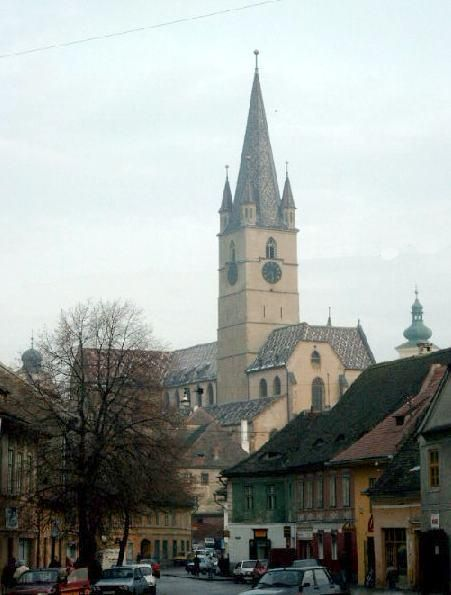
Katedra w Hermannstadt

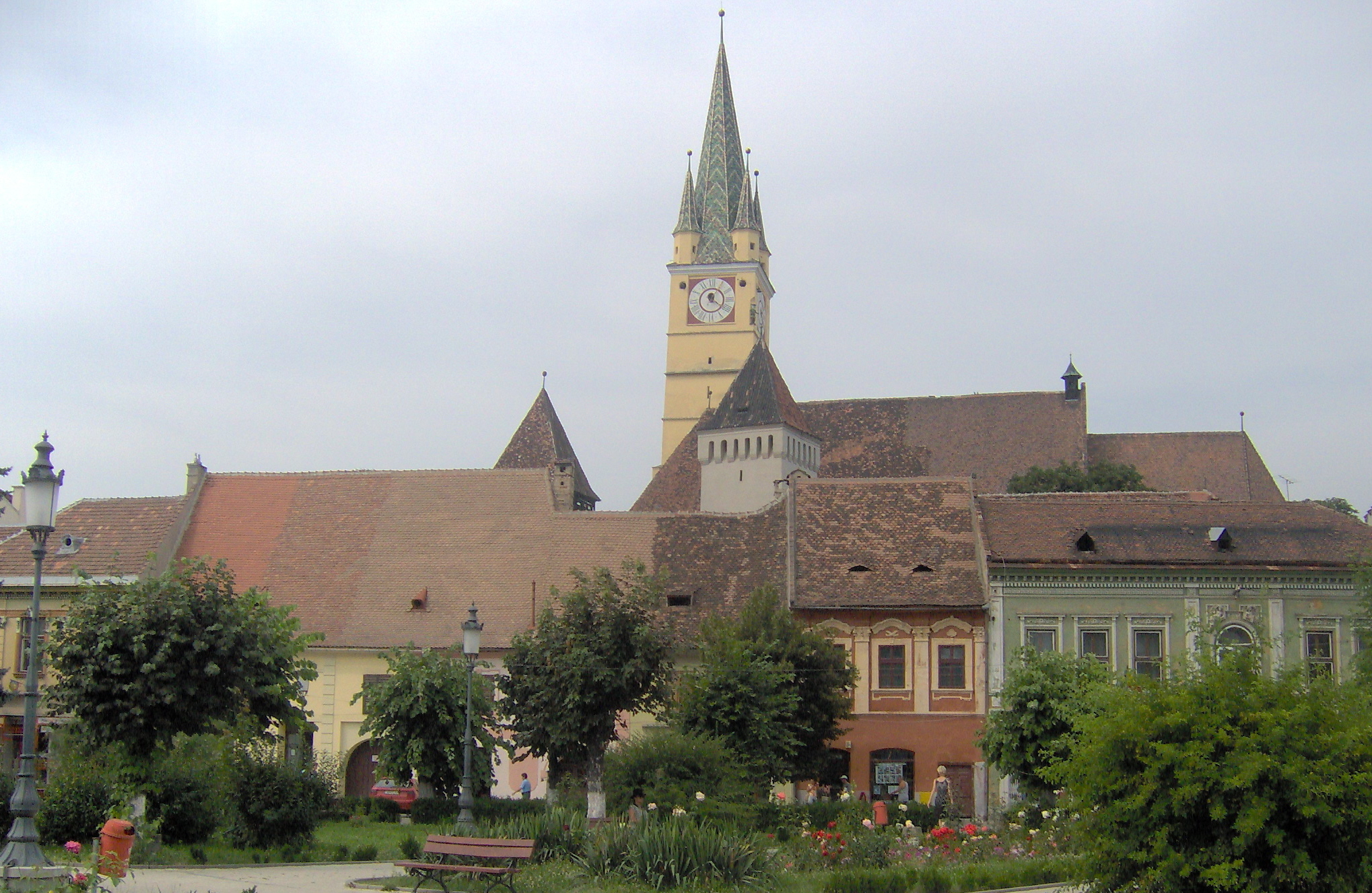
Widok na Mediasch

Osady saskie w Siedmiogrodzie i szwabskie w Banacie

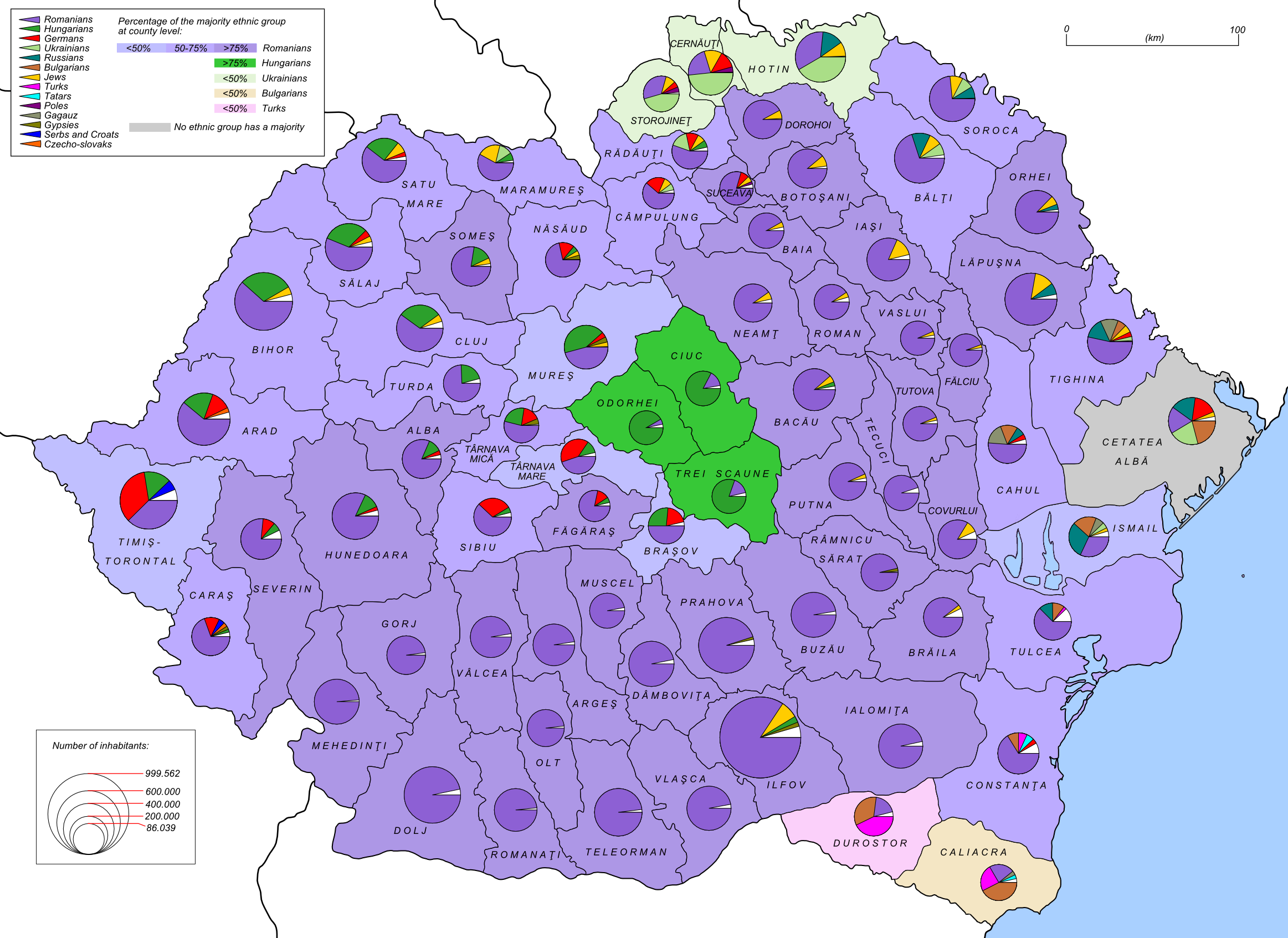
Mapa etniczna Rumunii w 1930 roku

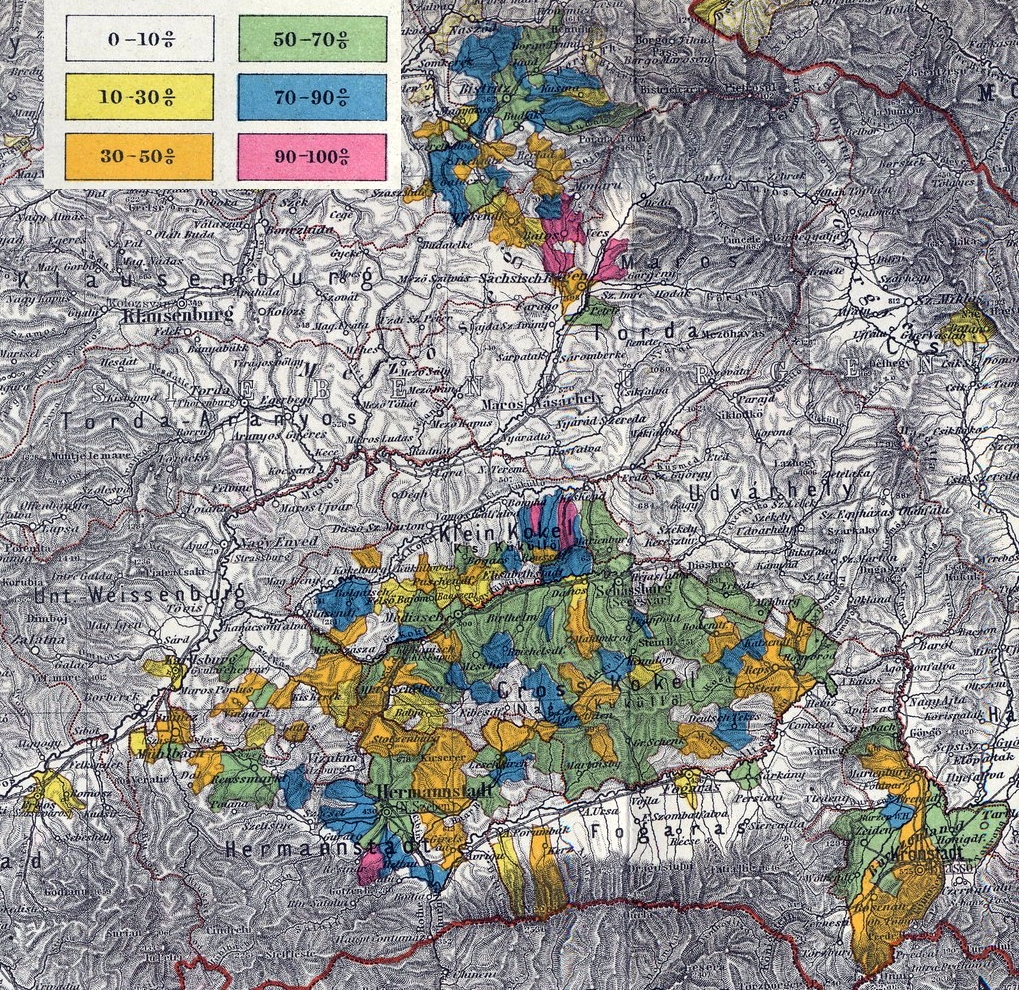
Sasi w Siedmiogrodzie w 1896 roku

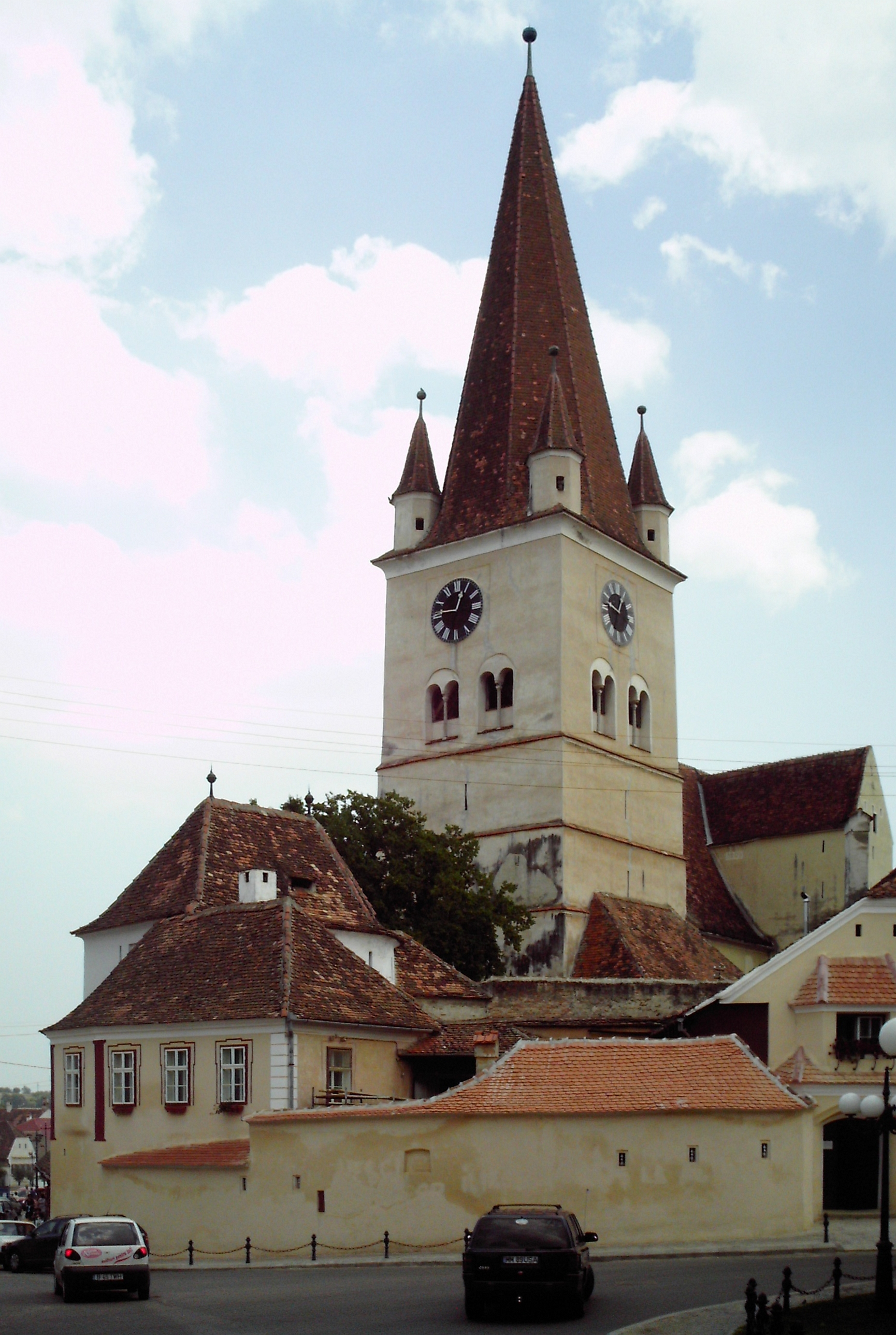
Przykład kościoła-twierdzy w Cisnădie (niem. Heltau)

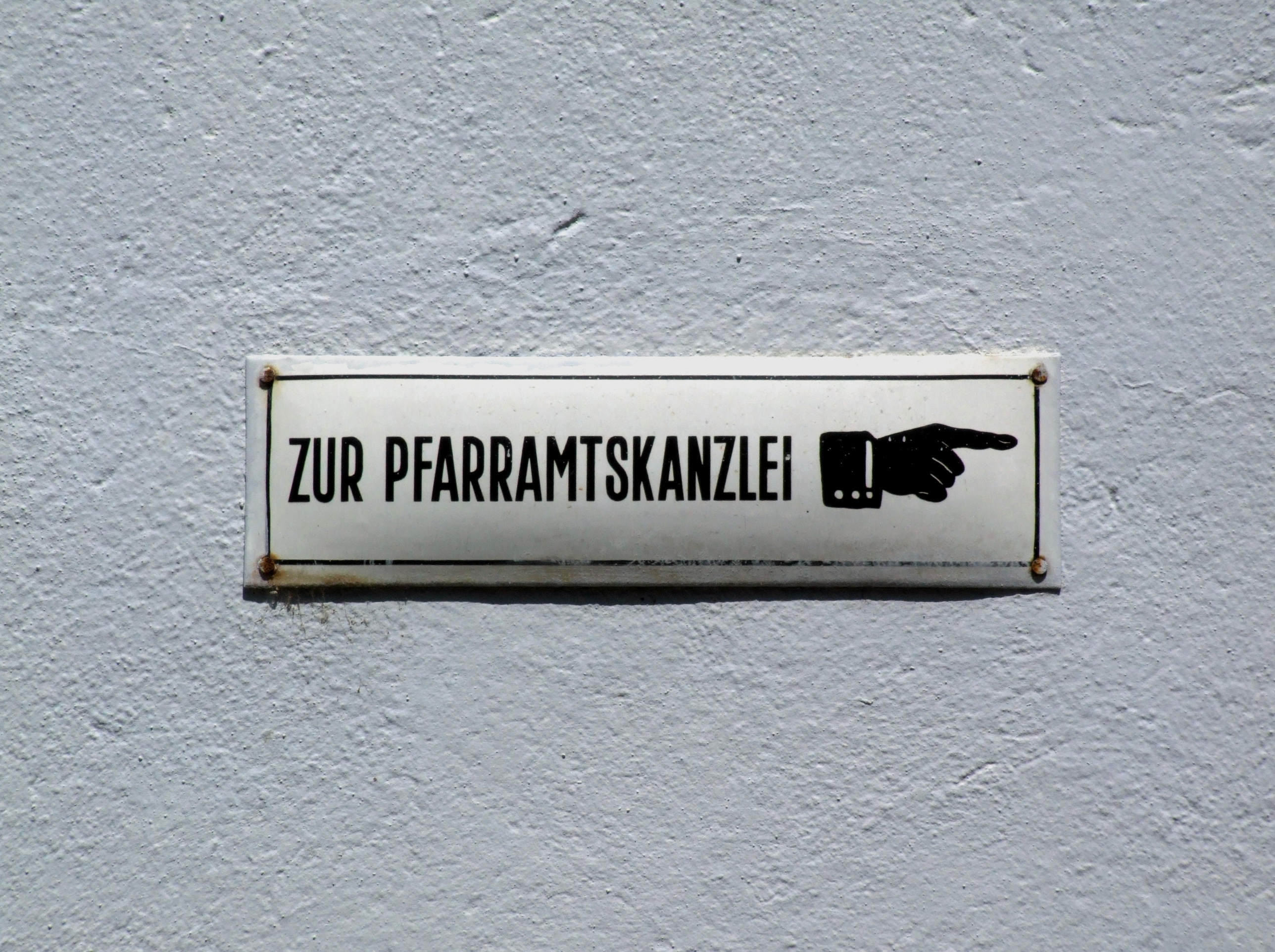
Niemieckojęzyczna tabliczka w niemieckiej parafii przy warownym kościele w Mediasch

Sasi siedmiogrodzcy (rum. Sași transilvăneni, niem. Siebenbürger Sachsen, węg. Erdélyi szászok) – ludność niemiecka osiadła na terenach Siedmiogrodu począwszy od XII wieku. Jako że w średniowiecznym urzędowym języku węgierskim – a Siedmiogród był w chwili przybycia Sasów częścią Węgier – wszystkich Niemców określano mianem Sasów, nazwa przyjęła się dla całej tej grupy. Trzon osiedleńców pochodził z zachodnich Niemiec oraz terenów dzisiejszej Belgii, Holandii i Luksemburga. Świadczy o tym dialekt Sasów siedmiogrodzkich wykazujący do dziś wiele cech wspólnych z dialektami zachodnioniemieckimi i językiem niderlandzkim.
Kolonizacja Siedmiogrodu przez Sasów została zapoczątkowana przez króla Gejzę II (1141–1162), który sprowadzając nowych osadników dążył do zaludnienia ówczesnych kresów państwa węgierskiego. Koloniści przybywali głównie z zachodnich części Świętego Cesarstwa Rzymskiego i w większości posługiwali się dialektami frankońskimi.
Populacja Sasów systematycznie spadała od zakończenia II wojny światowej za sprawą masowej emigracji na zachód, głównie do RFN.

## Osady średniowieczne
Pierwsza faza niemieckiego osadnictwa rozpoczęła się w połowie XII wieku, ludność ta osiadła w okolicach dzisiejszego Sybina. Głównym powodem zaproszenia przybyszów przez króla Gejzę była obrona granicy przed napadami Szeklerów. Niemcy również cenieni byli za swą specjalistyczną wiedzę z zakresu górnictwa i gospodarność, która miała poprawić gospodarkę tych terenów.
Druga faza kolonizacji rozpoczęła się na początku XIII wieku, wówczas to grupy ludności przybywały głównie z Nadrenii, Południowych Niderlandów, Turyngii i Bawarii. Ludność ta skoncentrowała się w północno-wschodnim Siedmiogrodzie, w mieście Nösen. Otaczający obszar znany był jako Nösnerland. Dalsza imigracja Sasów, posuwała się stopniowo coraz dalej na wschód.
W 1211 roku, za namową króla Andrzeja II, na tereny południowo-wschodniego Siedmiogrodu przybyli krzyżacy. Obszar przez nich zamieszkany nosił nazwę Burzenland. Aby uchronić przełęcze górskie, w Karpatach przed atakami Połowców, rycerze zbudowali liczne zamki i miasta, w tym największe Kronstadt (Braszów).

## Organizacje religijne
Poza zakonem krzyżackim, istniały również inne organizacje religijne ważne dla rozwoju niemieckich wspólnot. Cystersi zakładali swe opactwa w Igrisch (Igriș) i Fogarasz. W Biertan pomiędzy 1572 a 1867 rokiem znajdowała się siedziba biskupstwa luterańskiego.
Najwcześniej powstałą strukturą kościelną było probostwo w Hermannstadt, założone 20 grudnia 1191 roku. W początkowym okresie obejmowało swym zasięgiem tereny Hermannstadt, Leschkirch (Nocrich) i Groß-Schenk (Cincu), czyli obszary zasiedlone najwcześniej.

## Fortyfikacja miast
Najazd mongolski z lat 1241–1242 przyczynił się do spustoszenia dużych obszarów Królestwa Węgierskiego. Choć Sasi bronili się zaciekle, wiele osad legło w gruzach.
W następstwie najazdu, w wielu miastach w Siedmiogrodzie poszerzono wzmocnienia i zbudowano zamki. Po poprawie bezpieczeństwa nastąpiła znaczna poprawa gospodarcza. Wiele miast i wsi zostało ocalonych dzięki Kirchenburgen lub charakterystycznym dla Sasów warownym kościołom z masywnymi ścianami. Kościoły te, o wysokich wieżach z obszernymi hurdycjami, nierzadko z dodatkową basztą w osi nawy, opasane były pierścieniem murów obronnych (podwójnych lub potrójnych). Często w wewnętrznym pasie murów umiejscowione były pomieszczenia gospodarcze i mieszkalne, połączone misternym systemem drewnianych galerii, zewnętrznych schodów i pomostów, tworzące ciekawe i rzadko spotykane rozwiązania architektoniczne. Rozwój ekonomiczny przyczynił się do wzrostu liczby ludności, utworzyły się regionalne ośrodki gospodarcze.
Główne saskie miasta w Siedmiogrodzie:
- Bistritz (rum. Bistrița, pol. Bystrzyca)
- Hermannstadt (rum. Sibiu, pol. Sybin)
- Klausenburg (rum. Cluj-Napoca, pol. Kluż-Napoka)
- Kronstadt (rum. Brașov, pol. Braszów)
- Mediasch (rum. Mediaș)
- Mühlbach (rum. Sebeș)
- Schässburg (rum. Sighișoara)

## XX wiek
W czasie tendencji nacjonalistycznych końca XIX i początków XX wieku Sasom udało się zachować swą odrębność, pomimo prób rumunizacji podejmowanych po przyłączeniu tego obszaru do Rumunii w 1918 roku. W latach 30. część tutejszych mieszkańców dała się porwać ideologii nazistowskiej. Spowodowało to, że Siedmiogród, podobnie jak inne skupiska mniejszości niemieckiej w Europie, wykorzystany został przez Adolfa Hitlera jako rezerwuar rekrutów dla wykrwawiającego się Wehrmachtu.
Po II wojnie światowej w Rumunii nie doszło do zorganizowanych akcji wypędzeń i wysiedleń ludności niemieckiej, jak to miało miejsce w innych krajach Europy Środkowej. Jednak Sasi w socjalistycznej Rumunii przez ponad dziesięć lat po zakończeniu wojny traktowani byli jak obywatele drugiej kategorii. Ich domy i ziemię skonfiskowano, a około 30 tys. Sasów trafiło na roboty przymusowe do ZSRR. Ocalali, po zwolnieniu, często odsyłani byli do Austrii lub Niemiec.
Pod koniec lat 50. sytuacja ludności zaczęła się poprawiać. Zwrócono im skonfiskowane domy, otwarto niemieckojęzyczne szkoły i duszpasterstwa, powstawała niemieckojęzyczna literatura, dozwolone było używanie języka niemieckiego w przestrzeni publicznej.
Po przemianach politycznych w Europie Środkowej, rozpoczęła się fala wyjazdów osiągająca swój szczyt pomiędzy 1990 a 1991 rokiem, kiedy to prawie 80% Sasów wyemigrowało do RFN, najczęstszym powodem była chęć poprawy sytuacji materialnej.
Od 21 grudnia 2014 do 12 lutego 2025 roku prezydentem Rumunii był Sas siedmiogrodzki Klaus Iohannis.

## Liczba Sasów w XIX i XX wieku
Liczba niemieckojęzycznej ludności w Rumunii (patrz uwagi poniżej)
- 1880: 211 748
- 1890: 217 640
- 1900: 233 019
- 1910: 234 085
- 1930: 745 421
- 1956: 384 708
- 1977: 359 109
- 1992: 119 462
- 2002: 60 088

Dane do 1910 nie dotyczą samych Sasów siedmiogrodzkich, gdyż Siedmiogród nie znajdował się w granicach Rumunii.
Kilkukrotny wzrost liczebności ludności niemieckojęzycznej w Rumunii pomiędzy latami 1910 a 1930 spowodowany jest aneksją Siedmiogrodu przez Rumunię w 1918 roku.
Spadek liczebności Sasów w czasie II wojny światowej spowodowany jest stratami wojennymi oraz ucieczką Sasów przed Armią Czerwoną do Niemiec.
W latach 80. miała miejsce masowa emigracja Sasów do Niemiec, co znalazło odbicie w statystykach z lat 90. XX wieku. Obecnie emigracja praktycznie już ustała, natomiast ma miejsce powszechna asymilacja.